# De laatste Hollander
De laatste Hollander is het 90e album in de reeks de avonturen van Urbanus uit 2001.

## Verhaal
Stef, Staf en Stylo maken de familie Urbanus wijs dat ze een wedstrijd hebben gewonnen en een frietzakauto krijgen. Ze moeten hem afhalen bij Stef, Staf en Stylo hun neven Joop, Jaap en Jippo in Delfzijl. Maar dat is enkel om drugs voor illegaal vuurwerk te ruilen. Ze moeten ook een heleboel matrassen meenemen die zogezegd voor de daklozen zijn, maar daarin zit het illegaal vuurwerk. Ze blazen Rotterdam, en later ook heel Nederland op, en er is slechts één Hollander die dat overleeft...

## Achtergronden bij het verhaal
- Urbanus ontmoet Sjors en Sjimmie nadat een vrachtwagen op een cruiseschip viel.